# Gary A. Myers

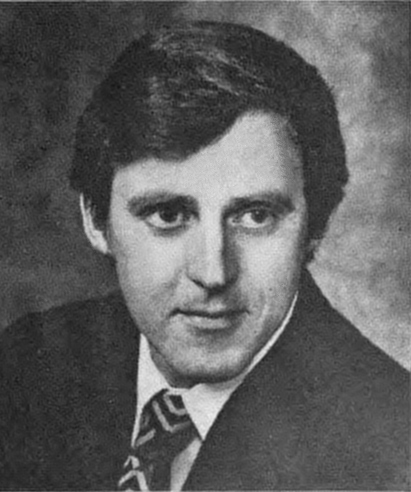
Gary A. Myers

Gary Arthur Myers (* 16. August 1937 in Toronto, Ohio; † 31. Oktober 2020 in Sebastian, Florida) war ein US-amerikanischer Politiker. Zwischen 1975 und 1979 vertrat er den Bundesstaat Pennsylvania im US-Repräsentantenhaus.

## Werdegang
Gary Myers wurde im Jefferson County in Ohio geboren und wuchs in Evans City (Pennsylvania) auf. Zwischen 1943 und 1951 besuchte er die dortige Grundschule; im Jahr 1955 absolvierte er die Evans City High School. Danach studierte er bis 1960 an der University of Cincinnati sowie bis 1964 an der University of Pittsburgh. Anschließend arbeitete er im Maschinenbau und auf dem Gebiet des Industrial Engineering. Er wurde Vorarbeiter in einem Stahlwerk. Zwischen 1961 und 1968 gehörte er auch der Reserve der United States Air Force an. Gleichzeitig schlug er als Mitglied der Republikanischen Partei eine politische Laufbahn ein. Im Jahr 1972 kandidierte er noch erfolglos für den Kongress.
Bei den Kongresswahlen des Jahres 1974 wurde Myers im 25. Wahlbezirk von Pennsylvania in das US-Repräsentantenhaus in Washington, D.C. gewählt, wo er am 3. Januar 1975 die Nachfolge des drei Tage zuvor bereits zurückgetretenen Demokraten Frank M. Clark antrat. Nach einer Wiederwahl konnte er bis zum 3. Januar 1979 zwei Legislaturperioden im Kongress absolvieren. Im Jahr 1978 verzichtete er auf eine weitere Kandidatur.
Nach dem Ende seiner Zeit im US-Repräsentantenhaus arbeitete Gary Myers in der Stahlindustrie. Außerdem war er als Berater in technischen Angelegenheiten im Bereich Maschinenbau tätig. Seinen Ruhestand verbrachte er in Butler.